# موزه یادبود ساکاموتو ریوما

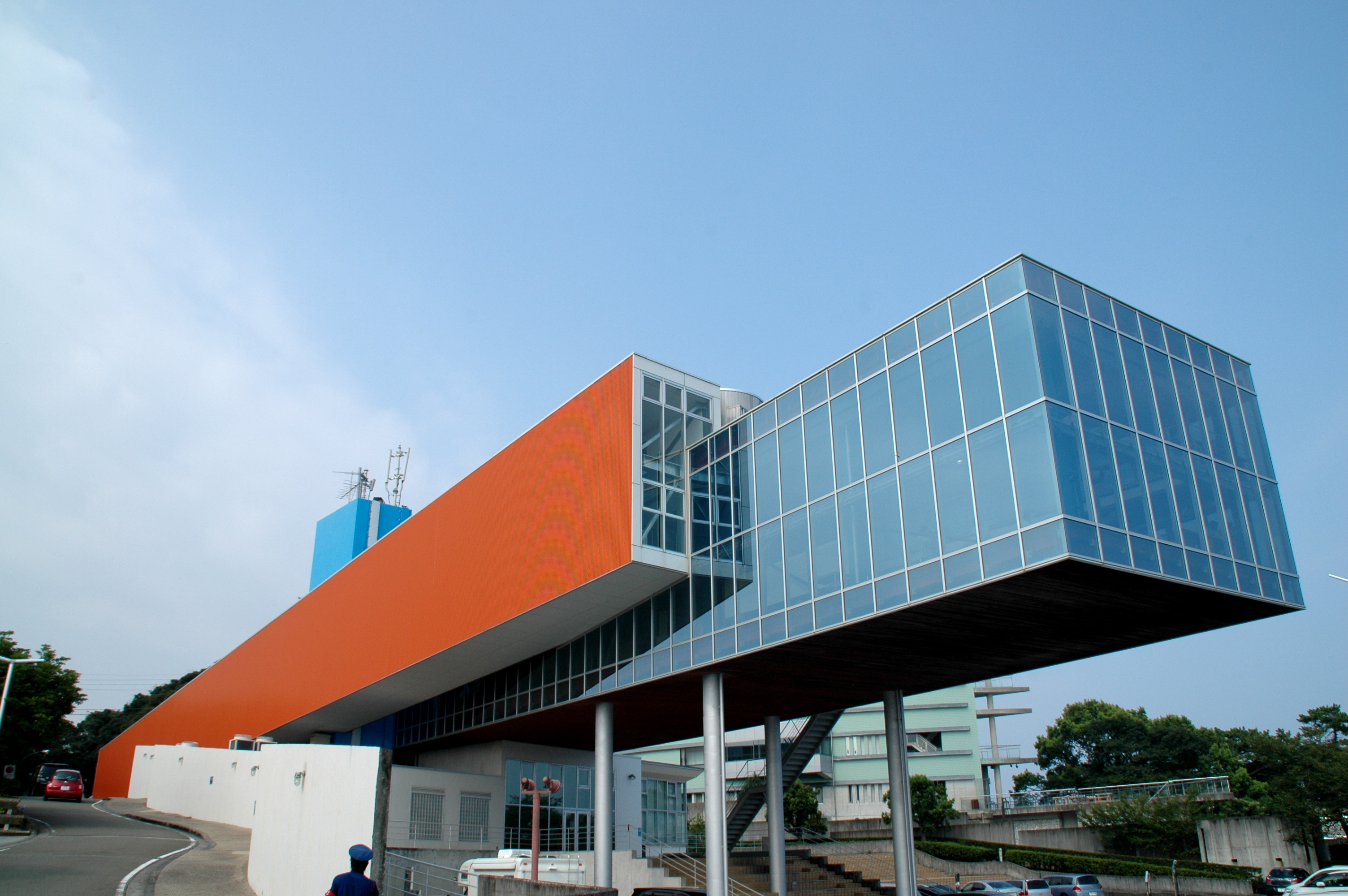
موزه یادبود ساکاموتو ریوما

موزه یادبود ساکاموتو ریوما (به ژاپنی: 高知県立坂本龍馬記念館 Kōchi kenritsu Sakamoto Ryōma kinenkan) یک موزه است که در سال ۱۹۹۱ در شهر کوچی، استان کوچی، ژاپن افتتاح شد. در این موزه مکاتبات و سندهای در ارتباط با ساکاموتو ریوما و معاصران و همچنین کتابخانه ای با بیش از دو هزار کتاب مربوط به اصلاحات میجی نگهداری می‌شود.